# Cis kauaiensis
Cis kauaiensis är en skalbaggsart som beskrevs av Perkins 1900. Cis kauaiensis ingår i släktet Cis och familjen trädsvampborrare. Inga underarter finns listade i Catalogue of Life.